# "Weird Al" Yankovic's Greatest Hits
"Weird Al" Yankovic's Greatest Hits è un album raccolta di "Weird Al" Yankovic che contiene i brani più conosciuti tratti dai suoi primi 5 albums in studio, pubblicato il 18 ottobre 1988.
Si tratta di 10 canzoni-parodie.

## Tracce
1. Fat (Bad di Michael Jackson) - 3:55
2. Eat It (Beat It di Michael Jackson) - 3:19
3. Like a Surgeon (Like a Virgin di Madonna) - 3:29
4. Ricky (Mickey di Toni Basil) - 2:35
5. Addicted to Spuds (Addicted to Love di Robert Palmer) - 3:46
6. Living with a Hernia (Living in America di James Brown) - 3:18
7. Dare to Be Stupid - 3:24
8. Lasagna (La Bamba dei Los Lobos) - 2:45
9. I Lost on Jeopardy (Our Love's in Jeopardy di Greg Kinh) - 3:26
10. One More Minute - 4:02

## Musicisti
- "Weird Al" Yankovic - fisarmonica, tastiera, cantante
- Steve Jay - basso
- Jon "Bermuda" Schwartz - batteria, percussioni
- Jim West - chitarra